# La vuelta del toro salvaje
 La vuelta del toro salvaje  o El Toro Salvaje de las Pampas  es una película de Argentina sin sonido y en blanco y negro producida por Federico Valle y dirigida por el director italiano Carlo Campogalliani sobre el guion de  José Bustamante y Ballivián que se estrenó en abril de 1924. Una de las protagonistas era la esposa del director Letizia Quaranta y en el filme aparecía el boxeador argentino Luis Ángel Firpo. Fue uno de los filmes más exitosos de la productora de Valle.

## El director
Carlo Campogalliani ( Concordia sulla Secchia, Italia, 10 de octubre de 1885 – Roma, 10 de agosto de 1974) fue un director, actor, guionista y productor cinematográfico que inició su carrera profesional en 1915, en la época del cine mudo, al principio como actor y sucesivamente como guionista, productor y director. En 1921 conoció a la actriz Letizia Quaranta, con la que se casó, y a la cual dirigió en la mayor parte de sus filmes. Entre 1924 y 1925 dirigió varios filmes en Argentina. El nombre de la película proviene del apodo El responsable del apodo "Toro Salvaje" ("Wild Bull" en inglés) o "Toro Salvaje de las Pampas" ("Wild Bull of the Pampas") con el que el periodista neoyorquino Damon Runyon, bautizó a Luis Ángel Firpo en una de sus notas periodísticas.

## Sinopsis
El pugilista Luis Gelán, un boxeador de fama mundial por su rápida y gloriosa carrera que fue llamado el Toro de las Pampas, que por amor a su esposa Isabel dejó el boxeo, vive con ellos en la estancia Los Sauces, en tanto Bob Jackson, su antiguo sparring también retirado, espera la oportunidad en que Gelán vuelva al ring y lo necesite. Es entonces que su hijo enfermo necesita medicamentos y decide volver al boxeo.

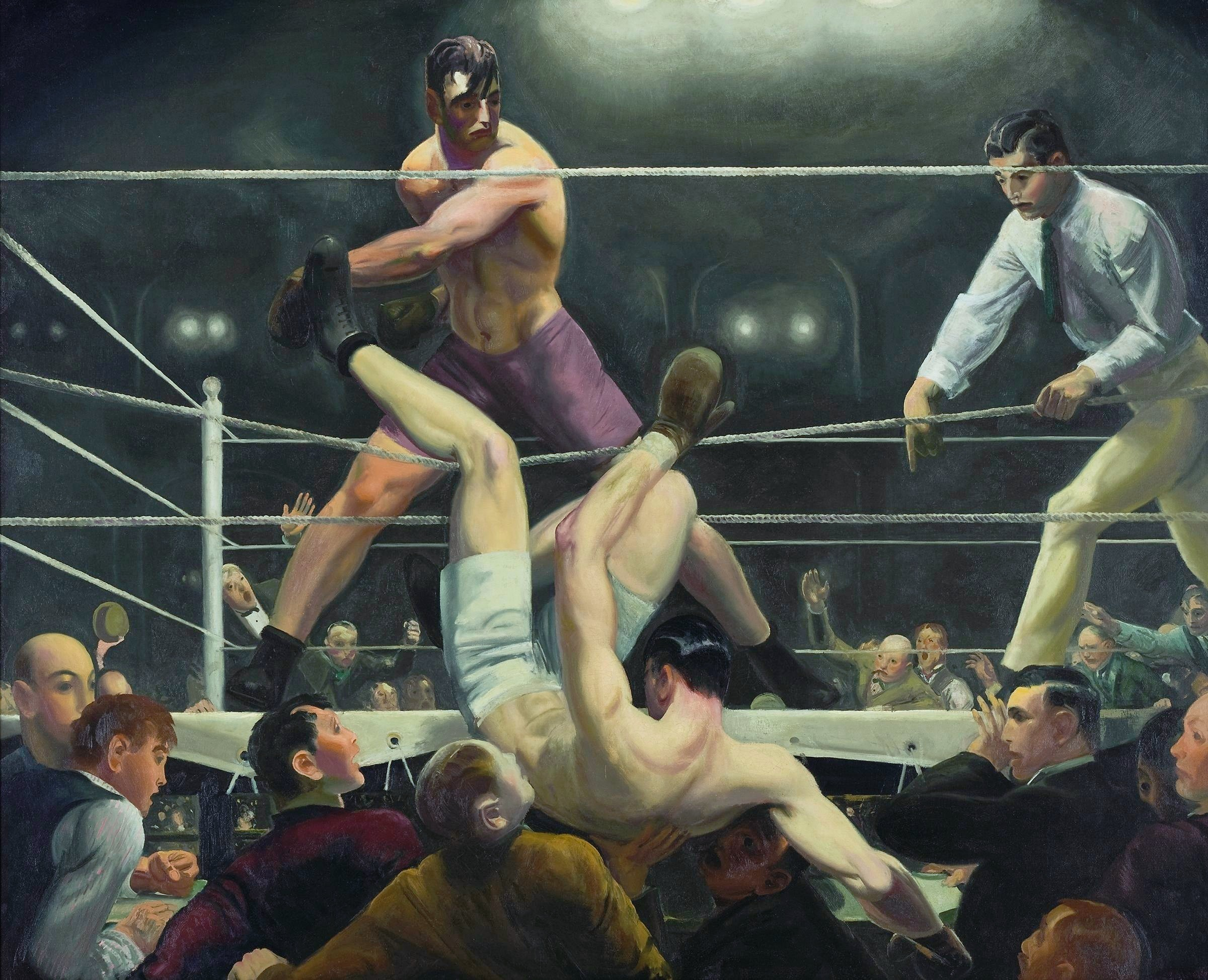
"Dempsey y Firpo", pintura de George Wesley Bellows, 1924.

## Intérpretes
Los intérpretes fueron:
- Carlo Campogalliani
- Letizia Quaranta
- Roberto Devita
- Norah Montalbán
- James Douglas
- Luis Ángel Firpo

## Comentarios
El 14 de septiembre de 1923 en el estadio Polo Grounds de Nueva York, ante 80.000 espectadores  se realizó la pelea por el título mundial de todos los pesos entre el campeón Jack Dempsey, uno de los mayores boxeadores de la historia y el argentino Luis Ángel Firpo. Hacia el final del primer asalto, Firpo acorraló a Dempsey contra las cuerdas y con un certero golpe a la barbilla lo arrojó fuera del cuadrilátero. Dempsey cayó sobre los periodistas, golpeándose la cabeza contra una máquina de escribir, sufriendo un corte en la parte posterior de su cabeza. Dempsey estuvo entre 14 y 17 segundos fuera del ring, sin embargo el árbitro llegó solo a la cuenta de 9 cuando Dempsey logró regresar, ayudado por los periodistas. Esta cuenta increíblemente lenta, sumado al hecho que Dempsey no volvió al ring por sus propios medios, hizo que muchos reclamen que Firpo debió haber sido declarado ganador por nocaut. En el segundo asalto, Dempsey ya se había recuperado y logró derribar tres veces a Firpo, hasta que la pelea fue detenida a los 57 segundos, declarando ganador a Dempsey por nocaut, conservando su corona.
La película aprovechó la gran popularidad de Firpo, especialmente después de esa pelea, e incluyó muchas peleas –algunas ficticias y otras verdaderas tomadas del Fil Revista, el noticiero que tenía la productora Valle. 